# 釜無川橋
釜無川橋（かまなしがわばし）は、山梨県の釜無川（一級河川）に架かる橋梁である。
同名の橋が3つ（現存するのは2つ）あるが、それぞれの節で説明する（上流側より）。
1. 山梨県道612号横手日野春停車場線の釜無川橋（北緯35度47分16.2秒 東経138度23分10.8秒 / 北緯35.787833度 東経138.386333度）
2. 中部横断自動車道の釜無川橋（北緯35度40分30.3秒 東経138度29分35.6秒 / 北緯35.675083度 東経138.493222度）
3. かつて存在した山梨交通電車線の釜無川橋梁（北緯35度38分14秒 東経138度30分18秒 / 北緯35.63722度 東経138.50500度）

## 山梨県道612号横手日野春停車場線 釜無川橋

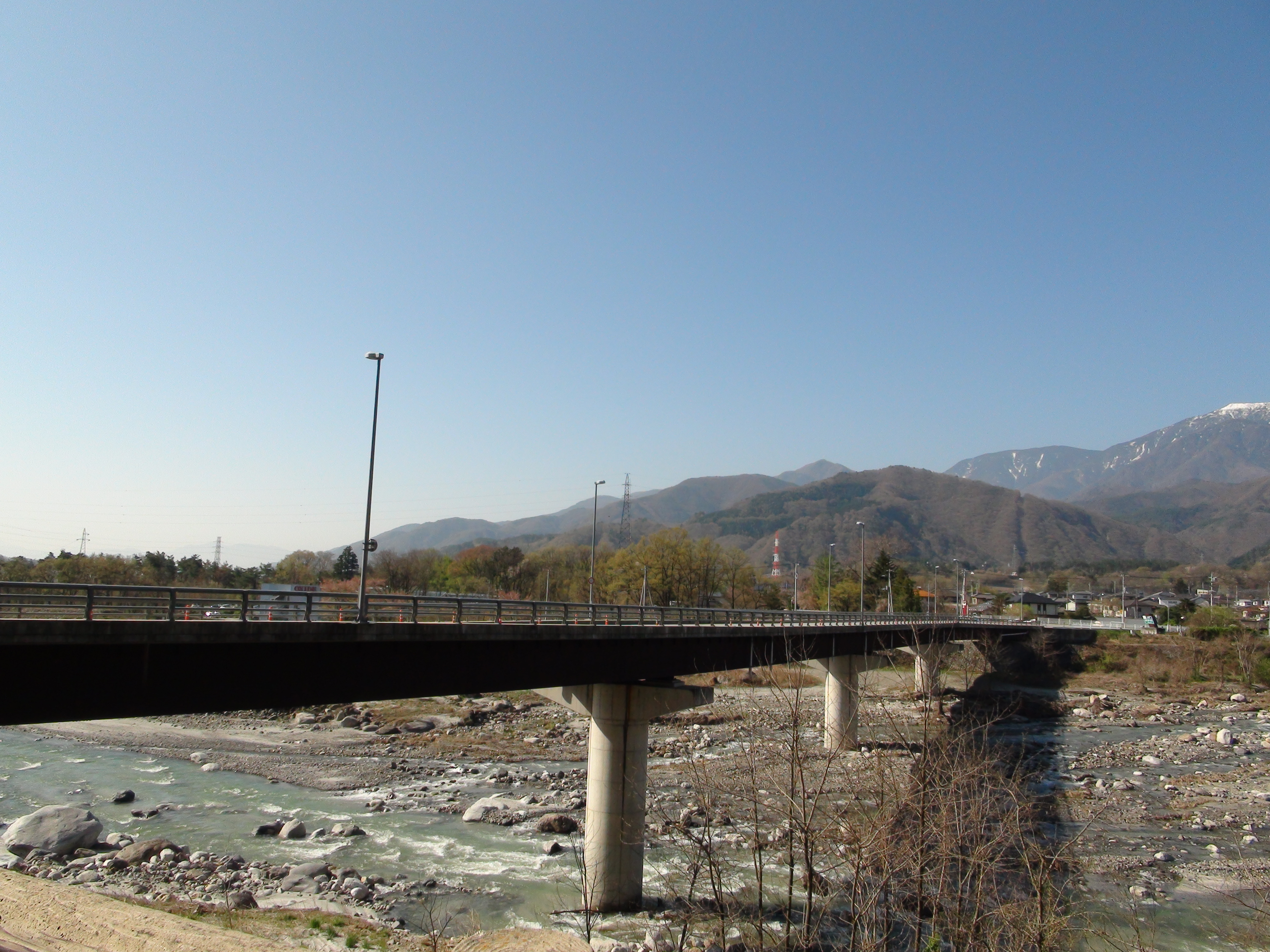
山梨県道釜無川橋（2012年4月撮影）

北杜市にある山梨県道612号横手日野春停車場線の道路橋梁。全長172m。
旧武川村を通る国道20号と中央本線日野春駅および北杜市役所方面を結んでいる。
元々はトラス橋（1960年（昭和35年）竣工）であったが、老朽化と幅員5.0mと狭小であったことから2003年（平成15年）に幅員8.0m（車道部6.0m）の桁橋に架け替えられた。
新橋架け替えの際日野春側に公園が設けられ、旧橋の橋柱などが保存されている。

## 中部横断自動車道 釜無川橋

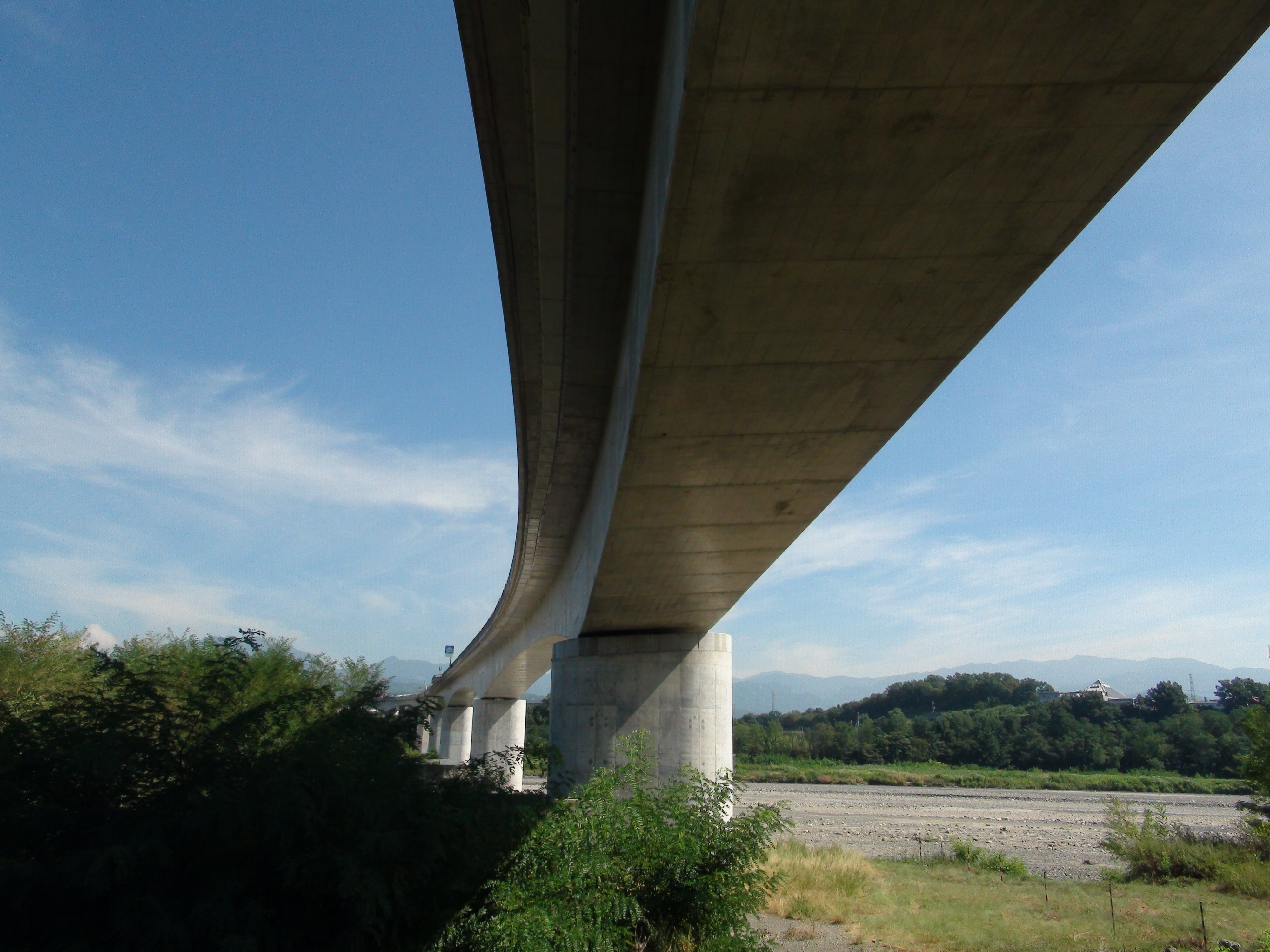
中部横断自動車道釜無川橋（2012年8月撮影）

双葉JCTと白根ICにある中部横断自動車道（新山梨環状道路西部区間）の道路橋梁。
双葉JCT-白根ICが開通した2004年（平成16年）3月20日に供用開始。片側1車線であり、全長は753mと富士川第二橋の供用開始までは中部横断自動車道開通区間の橋梁としては一番長かった。

## 山梨交通電車線 釜無川橋梁
山梨交通電車線の農林高校前駅と今諏訪駅の間に存在した鉄道橋で、1930年（昭和5年）5月1日に開通した。開国橋の下流側に隣接する形で架けられていたが荒川に架けられた荒川橋と異なり鉄道道路併用橋ではなく別の橋（つまり鉄道用の独立した専用橋）として扱われ、沿線随一の絶景地かつ撮影地でもあった。しかし山梨交通電車線の経営がおぼつかなくなり、1962年（昭和37年）7月1日に全線廃止と共に鉄道橋としての使命を終えた。その後開国橋の歩車分離を目的に歩道橋に転用されることになり、1968年（昭和43年）に歩道橋が完成したと同時に開国橋に併合された。1991年（平成3年）に開国橋が架け替えられ、旧橋は歩道橋と共に撤去されたため現在はその面影がない。